# Elias Wittig
Elias Wittig, död 1716 i Göteborg, var en orgelbyggare och instrumentmakare från Liegnitz i Schlesien. Han tillhör den nordtyska traditionen inom klavikordbyggeri.

## Biografi
Wittig var från Liegnitz i Schlesien. Wittig förekommer 1695 som orgelbyggargesäll hos Georg Woitzig och är hos honom fram till 1703. Ansökte om pass hos sin mästare 1703 då han skulle åka till Reval. 21 november 1707 är han borgare i Göteborg och bor på andra roten. Han var verksam i västra delen av Sverige och hade verkstad i Göteborg. Utförde 1715 en omfattande reparation av Marstrands kyrkas orgel. Bouppteckning efter Wittig skedde den 31 maj 1716 i Göteborg.

## Orglar
Lista över byggda orglar av Wittig.
| År   | Ursprunglig kyrka            | Stift     | Bild | Manualer | Pedal | Stämmor | Bevarad orgel/fasad | Övrigt |
| ---- | ---------------------------- | --------- | ---- | -------- | ----- | ------- | ------------------- | --- |
| 1707 | Lars Bergsten (privatperson) | Göteborgs |      | 1        | -     | 6       | Ja/Ja               | Orgeln byggdes 1707 till tullkontrollören Lars Bergsten i Göteborg. Den flyttades 1725 till Nyeds kyrka i Karlstads stift. 1881 flyttades den till Molkoms folkskola. Mellan 1897 och 1957 förvarades den på Nordiska museet, Stockholm. Orgeln renoverades och sattes upp av Bröderna Moberg 1959 i Nyeds kyrka. Tangenterna har ett änglahuvud med vingar stämplat på sig. |

### Reparationer och ombyggnationer
| År   | Ursprunglig kyrka | Stift     | Bild | Manualer | Pedal | Stämmor | Bevarad orgel/fasad | Övrigt |
| ---- | ----------------- | --------- | ---- | -------- | ----- | ------- | ------------------- | --- |
| 1715 | Marstrands kyrka  | Göteborgs |      | 1        | -     | 9       | Ja/Ja               | Orgeln reparerades 1715 av Wittig. Orgeln sattes upp 1604 i Marstrands kyrka. Den var troligen byggd 1575 i Leiden, Holland. 1734 reparerades orgeln av Johan Niclas Cahman. Orgeln flyttades 1803 till Morlanda kyrka. Orgeln renoverades 1952 av Olof Hammarberg, Göteborg. |

## Klavikord
| År           | Bild | Omfång | Klaverstämpel | Kortal | Oktavbredd | Vågbalk | Bakre tangentstyrning | Ådring  | Övrigt |
| ------------ | ---- | ------ | ------------- | ------ | ---------- | ------- | --------------------- | ------- | --- |
| Omkring 1700 |      | C-c3   | Ängel         | 2      | 160        | 2       | Fena av mässing       | Par./35 | Den är 118,9 cm lång och 35,5 cm bred. Den finns på Nordiska museet i Stockholm. Signatur: Wittig. Tangenterna har ett änglahuvud med vingar stämplat på sig. |